# 字林
『字林』（じりん）とは、晋の呂忱（りょしん）によって編纂された部首別漢字字書。『隋書』「経籍志」によると全七巻とされる。およそ12,824字を収め、『説文解字』と同じ540部首を設ける。親字も『説文解字』と同じく小篆であったとされる。佚書であるため、現在は他書に引用された佚文のみが残る。

## 作者
作者の呂忱は任城国任城県の人で、弟の呂静（りょせい）は韻書『韻集』（現存しない）の作者として知られる。

## 内容
『魏書』江式伝や『法書要録』にのせる江式の上表文、および封演『封氏聞見記』から知られるかぎり、『字林』の体裁は『説文解字』とまったく同じであったようである。また、唐の張懐瓘『書断』によると、親字も小篆で書かれていたらしい。字数は『説文解字』よりかなり増えている。
音を反切を用いて示しているのも『説文解字』との大きな違いである。